# Dicranomyia (Dicranomyia) acanthophallus
Dicranomyia (Dicranomyia) acanthophallus is een tweevleugelige uit de familie steltmuggen (Limoniidae). De soort komt voor in het Australaziatisch gebied.